# 照願寺 (常陸大宮市)
照願寺（しょうがんじ）は、茨城県常陸大宮市にある真宗大谷派の寺院。

## 歴史
鎌倉時代初期、念信によって開山された。念信は親鸞の高弟「二十四輩」の一人で、俗名「高沢氏信」という清和源氏出身の武士であった。出家後、浄土真宗の教えを広めるとともに、所領の常陸国那珂郡に寺を創建した。
元々は常陸国那珂郡小舟村毘沙幢（現・茨城県常陸大宮市小舟）に位置していたが、1300年（正安2年）に鷲子春丸に移転、1490年（延徳2年）に鷲子城崎（現在地）に移転した。
元禄年間（1688年 - 1704年）に当寺は分立し、現在地にある常陸国の照願寺は東本願寺を、新設の上総国の照願寺は西本願寺を本山として仰ぐようになった。
境内には、「見返りの桜」と呼ばれる桜の木がある。これは1228年（安貞2年）、親鸞が訪れた際に一夜のうちに満開になった奇瑞に基づく。現在の桜は、元禄年間に徳川光圀の命により旧所在地から移植したものである。

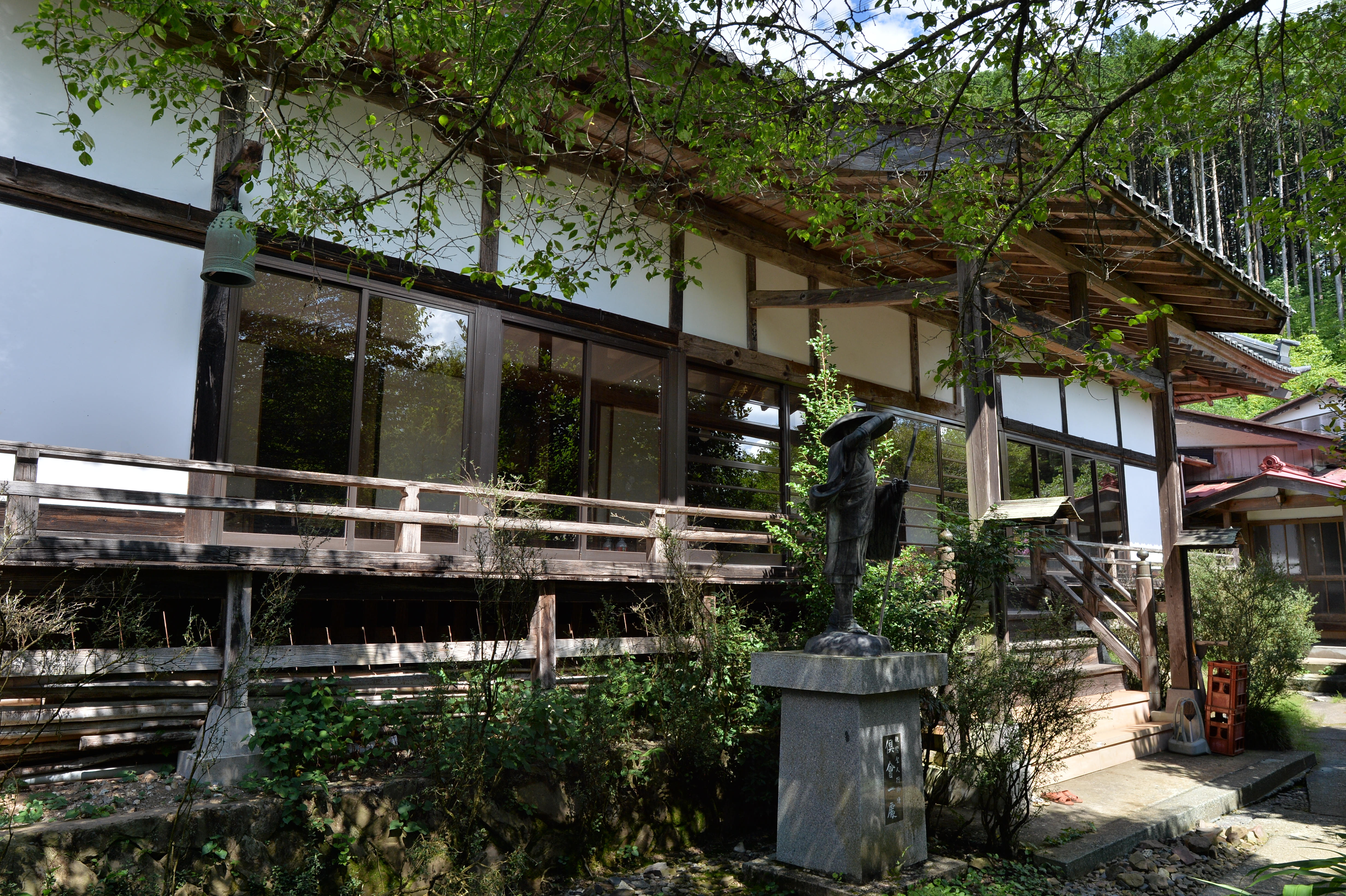
照願寺本堂

## 文化財
- 木造聖徳太子立像（茨城県指定文化財 昭和33年7月23日指定）[4]
- 親鸞聖人一代絵巻4巻（常陸大宮市指定文化財 昭和33年7月23日指定）[5]

## 交通アクセス
- 烏山駅より車15分。